# Nicolò Marini

Kardinalswappen von Kardinal Niccolo Marini

Nicolò Kardinal Marini, auch Niccolò Marini (* 20. August 1843 in Rom, Italien; † 27. Juli 1923 ebenda) war ein italienischer Kurienkardinal der römisch-katholischen Kirche.

## Leben
Marini schloss als Seminarist am Almo Collegio Capranica seine Studien in Rom mit Promotionen in Philosophie, Katholischer Theologie, Kanonischem Recht und Zivilrecht ab. Er empfing im Jahre 1866 das Sakrament der Priesterweihe und arbeitete anschließend als Gemeindeseelsorger in der Diözese Rom. In dieser Zeit gründete er die Katholische Tageszeitung Il buon senso und eine Frauenbewegung innerhalb der Katholischen Aktion.
Von 1874 bis 1878 arbeitete er als Generalvikar bei Kardinal Luigi Oreglia di Santo Stefano in der Abtei Santi Vicenzo ed Anastasio alla Tre Fontane. 1878 wurde er Offizial der Konsistorial-Kongregation des Kardinalskollegiums. 1882 überreichte er als Päpstlicher Gesandter dem Erzbischof von Sevilla Zeferino González y Díaz Tuñón den Kardinalshut und blieb anschließend als Attaché der Apostolischen Nuntiatur in Spanien. 1892 kehrte er an die Römische Kurie zurück, wo er in Angelegenheiten des Dialogs mit der Orthodoxen Kirche beschäftigt war. Im Jahre 1896 gründete er die Zeitschrift Il Bessarione, 1900 die Zeitschrift Il Crisostomo. Im päpstlichen Auftrag unternahm er Reisen nach Ägypten, Griechenland und Nordafrika, wo er mit Vertretern der Orthodoxie Gespräche führte. 1902 wurde er Ratgeber der Kurie in Forschungsfragen, 1908 Sekretär des Obersten Gerichtshofs der Apostolischen Signatur. 1911 ernannte ihn Papst Pius X. zum Berater der Päpstlichen Bibelkommission, 1912 zum Berater der Kommission für die Bearbeitung des Codex Iuris Canonici. Ab 1914 beriet er die Kurie auch in liturgischen Fragen.
Papst Benedikt XV. nahm ihn am 4. Dezember 1916 als Kardinaldiakon mit der Titelkirche Santa Maria in Domnica in das Kardinalskollegium auf, er war nie Bischof. Ein Jahr darauf wurde Nicolò Marini Sekretär der Kongregation für die orientalischen Kirchen. Er starb am 27. Juli 1923 in Rom, wo er auch bestattet wurde.